# AZ Alkmaar
Alkmaar Zaanstreek (tiếng Hà Lan: [ˈɑl(ə)kmaːr ˈzaːnstreːk]), thường được gọi là AZ Alkmaar hoặc đơn giản là AZ (phát âm [aːˈzɛt]), là một câu lạc bộ bóng đá chuyên nghiệp Hà Lan từ Alkmaar và Zaanstreek. Câu lạc bộ chơi ở Eredivisie, giải bóng đá chuyên nghiệp cao nhất ở Hà Lan và tổ chức các trận đấu trên sân nhà tại sân vận động AFAS.
AZ đã hai lần giành được chức vô địch Eredivisie, vào năm 1980–81 và 2008–09. Cùng mùa giải với chức vô địch giải đấu đầu tiên của họ, họ cũng lọt vào chung kết UEFA Cup nhưng họ đã thua đội bóng Ipswich Town. Ngoài ra, đội đã giành được Cúp KNVB bốn lần.

## Danh hiệu:
Eredivisie: 1976-1977,1977-1978,1982-1983,1999-2000,2001-2002,2005-2006,2009-2010,2012-2013,2017-2018,2021-2022 ( 10)

## Đội ngũ huấn luyện
Thống kê từ tháng 1 năm 2024
| Chức vụ                    | Nhân viên                                            |
| -------------------------- | ---------------------------------------------------- |
| Huấn luyện viên trưởng     | Maarten Martens                                      |
| Trợ lý huấn luyện viên     | Robert Franssen Kenneth Goudmijn Jan Sierksma        |
| Huấn luyện viên thủ môn    | Nick van Aart                                        |
| Huấn luyện viên thể lực    | Niels Kok                                            |
| Tuyển trạch viên trưởng    | Carlos Aalbers                                       |
| Tuyển trạch viên           | Arthur Numan Koen Veenstra Lars Engel Hugo Hovenkamp |
| Bác sĩ trưởng              | Rob Tamminga                                         |
| Bác sĩ câu lạc bộ          | Ingrid Paul                                          |
| Chuyên gia vật lý trị liệu | Martin Cruijff Frank Renzenbrink                     |
| Quản lý câu lạc bộ         | Ari Menmi                                            |
| Giám đốc kỹ thuật          | Max Huiberts                                         |

## Cầu thủ

### Đội hình hiện tại
Tính đến ngày 12/9/2024.
Ghi chú: Quốc kỳ chỉ đội tuyển quốc gia được xác định rõ trong điều lệ tư cách FIFA. Các cầu thủ có thể giữ hơn một quốc tịch ngoài FIFA.
| Số | VT | Quốc gia         | Cầu thủ                         |
| -- | -- | ---------------- | ------------------------------- |
| 1  | TM | Hà Lan           | Rome-Jayden Owusu-Oduro         |
| 3  | HV | Hà Lan           | Wouter Goes                     |
| 4  | HV | Hà Lan           | Bruno Martins Indi (đội trưởng) |
| 5  | HV | Bồ Đào Nha       | Alexandre Penetra               |
| 6  | TV | Hà Lan           | Peer Koopmeiners                |
| 7  | TĐ | Hà Lan           | Ruben van Bommel                |
| 8  | TV | Hà Lan           | Jordy Clasie (đội phó)          |
| 9  | TĐ | Cộng hòa Ireland | Troy Parrott                    |
| 10 | TV | Hà Lan           | Sven Mijnans                    |
| 11 | TĐ | Ghana            | Ibrahim Sadiq                   |
| 12 | TM | Hà Lan           | Hobie Verhulst                  |
| 13 | TM | Hà Lan           | Sem Westerveld                  |
| 14 | TV | Serbia           | Kristijan Belić                 |
| 16 | HV | Nhật Bản         | Seiya Maikuma                   |
| 17 | TĐ | Hà Lan           | Jayden Addai                    |

| Số | VT | Quốc gia  | Cầu thủ              |
| -- | -- | --------- | -------------------- |
| 18 | HV | Na Uy     | David Møller Wolfe   |
| 21 | TĐ | Hà Lan    | Ernest Poku          |
| 22 | HV | Hà Lan    | Maxim Dekker         |
| 23 | TĐ | Thụy Điển | Mayckel Lahdo        |
| 24 | TV | Hà Lan    | Lewis Schouten       |
| 26 | TV | Hà Lan    | Kees Smit            |
| 27 | TV | Hà Lan    | Zico Buurmeester     |
| 28 | TĐ | Hà Lan    | Lequincio Zeefuik    |
| 30 | HV | Hà Lan    | Denso Kasius         |
| 31 | TM | Hà Lan    | Daniël Virginio Deen |
| 33 | TV | Hà Lan    | Dave Kwakman         |
| 34 | HV | Hà Lan    | Mees de Wit          |
| 35 | TĐ | Hà Lan    | Mexx Meerdink        |
| 41 | TM | Hà Lan    | Jeroen Zoet          |

### Cho mượn
Ghi chú: Quốc kỳ chỉ đội tuyển quốc gia được xác định rõ trong điều lệ tư cách FIFA. Các cầu thủ có thể giữ hơn một quốc tịch ngoài FIFA.
| Số | VT | Quốc gia | Cầu thủ                                                    |
| -- | -- | -------- | ---------------------------------------------------------- |
| —  | TĐ | Hà Lan   | Myron van Brederode (tại Fortuna Düsseldorf đến 30/6/2025) |

| Số | VT | Quốc gia | Cầu thủ                                 |
| -- | -- | -------- | --------------------------------------- |
| —  | HV | Hà Lan   | Finn Stam (tại Groningen đến 30/6/2025) |